# 大冠蝾螈
大冠蝾螈（学名：Triturus cristatus），也叫大凤头蝾螈，是歐螈屬的一种，原产于英国、歐洲大陸北部和中部以及西西伯利亚部分地区。它是一种大型蝾螈，雌性能长到16 cm（6.3英寸）。在繁殖季节，雄性会出现明显的锯齿状背鳍，因而得名。
大冠蝾螈一年中的大部分时间都在陆地上度过，主要生活在低的森林地区，在春季进入水中繁殖。雌性能产大约200个卵，孵化后，幼体需要两到四个月变态为陆生体。它以各种无脊椎动物为食。